# 芝加哥车展
芝加哥车展（英語：Chicago Auto Show）是在美国伊利诺伊州芝加哥每年2月举办的北美规模最大的汽车展览。该车展首次举行是在1901年，它的次数在北美乃至世界各地车展中排行第一。

## 届次
| 届次 | 开始日期      | 闭幕日期 | 场地             | 备注  |
| ---- | ------------- | -------- | ---------------- | ----- |
| 119  | 2019年2月18日 |          | 麥考密克展覽中心 |       |
| ...  | ...           | ...      | 麥考密克展覽中心 |       |
| 112  | 2012年2月10日 | 2月19日  | 麥考密克展覽中心 | [ 2 ] |
| 111  | 2011年2月11日 | 2月20日  |                  |       |
| 110  | 2010年2月12日 | 2月21日  |                  |       |
| 109  | 2009年2月13日 | 2月22日  |                  |       |
| 108  | 2008年2月8日  | 2月17日  |                  |       |
| 107  | 2007年2月9日  | 2月18日  |                  |       |
| 106  | 2006年2月10日 | 2月19日  |                  |       |
| 105  | 2004年2月11日 | 2月20日  |                  |       |

## 歷史
1901年，Samuel Miles 首度舉辦了第一屆官方認可的芝加哥車展。他此前是一位單車展的銷售者。車展在當年3月份在當時位於瓦巴什大道 南1513號（1513 S. Wabash Avenue）的芝加哥体育中心（Chicago Coliseum）舉辦。當時車展的一大亮點是建設了一條室內跑道並提供於參加車展的群眾進行試駕其十台展出的車輛。當中包括五台電力驅動、三台蒸汽驅動及兩台汽油驅動的展出車輛。翌年的1902年度車展，參展車輛增至100架，但於首屆設立的室內跑道被裁撤以換取更多空間容納增多的參展車輛。
至1920年代末，隨著汽車工業的蓬勃發展，更多小型汽車生產商加入參展並取代了較大的汽車生產商。在此期間，芝加哥車展在規模上及名氣上逐漸增加並被冠上「國家車展」（“National Auto Show”）的名譽。1931年，Samuel Miles 在服務30年後從芝加哥車展總經理及主辨者的崗位上退任。

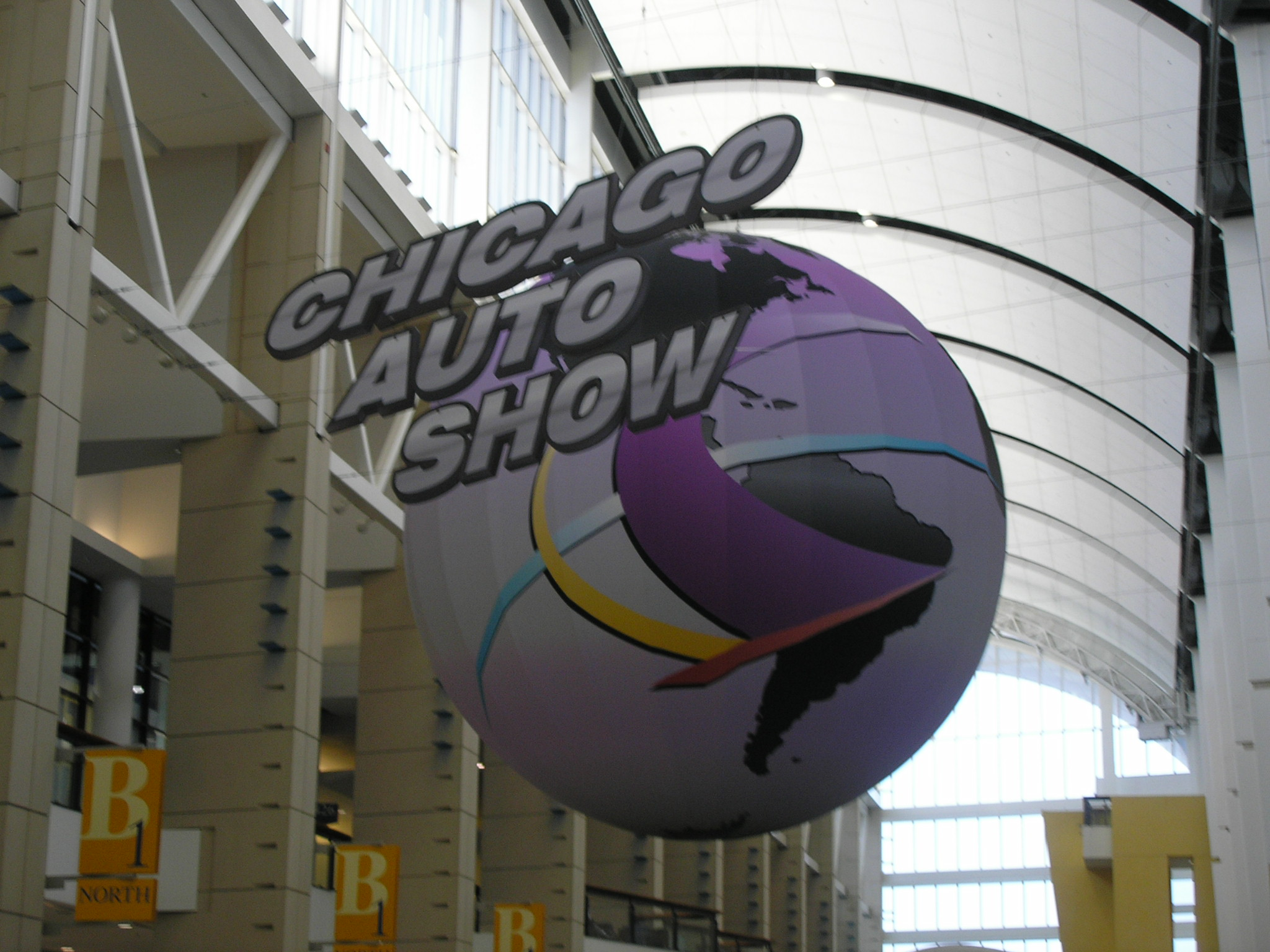
2007年芝加哥车展标志。

1935年，芝加哥車展實現了數個重大轉變。芝加哥汽車交易協會（The Chicago Automobile Trade Association，CATA），美國最大及最悠久的汽車經銷組織開始成為了芝加哥車展的承辦商。當時在同一年之內分別在一月舉辦了一場車展以展覽1935年款式的汽車，另外同年11月再度舉辦一場車展以展覽1936年款式的汽車。此等安排乃源於當時的汽車生產商開始把次年度款式的汽車的開始生產時間置於前一年的秋季。這項建議是出自時任美國總統富蘭克林·德拉諾·羅斯福（Franklin D. Roosevelt），以把新年度款式的汽車提前兩個月推出。與此同時，於1935年11月舉辦的一場車展被移師到更大更寬敞的場地，即位於南霍爾斯特德街（South Halsted Street）4220號的國際露天劇場（International Amphitheatre）
二次世界大戰期間，由於國內工業體制轉而集中生產軍需品及軍用車輛，美國國內的民用汽車生產量有所縮減。1941至1949年間，芝加哥車展停止舉辦。
1961年開始，芝加哥車展的舉辦場地由國際露天劇場（International Amphitheatre）移師至麥考密克展覽中心（McCormick Place）。後來麥考密克展覽中心原有建築在1967年度車展舉辦前一個月因火警而焚毀，所以在1967至1970年間芝加哥車展重新在國際圓型劇場舉辦，直至1971年麥考密克展覽中心的重建完成後，芝加哥車展又再度遷回展出。接近20世紀末，麥考密克展覽中心的擴建使芝加哥車展的規模得以進一步增大，並使之成為美國國內最大型的車展。現時，每年度的芝加哥車展皆會佔據麥考密克展覽中心南翼和北翼總共超過一百萬（1,000,000）平方呎的展覽廳以用作展覽用途或各大廠牌新型號汽車的發佈會。
近年，部份大型汽車製造商或廠牌會在其展覽區域設置特別的展覽設施以展示其汽車產品的性能。例如佳士拿、豐田汽車、梅斯特斯－平治等皆有嘗試設置大型的室內測試車道以讓到訪者體驗其產品的性能。

## 2019年度
2019年度芝加哥車展已於2019年2月9日-18日順利舉行，並於事前安排記者招待會預先於2019年2月7日進行。另外為紀念30年前其旗艦經典跑車NSX在1989年度芝加哥車展首度向全球發佈，ACURA在會場內舉辦了一場小型討論交流環節。

### 新公開的量產車型
- 2020 愛快·羅密歐（Alfa Romeo）  4C Spider Italia [12]
- 2019 佳特力（Cadillac）  XT5 Sport package [13]
- 2020 雪佛兰（Chevrolet） Silverado HD [14]
- 2019 佳士拿（Chrysler） Pacifica 、道奇（Dodge） Grand Caravan 35th Anniversary Edition [15]
- 2020 福特（Ford） F-Series Super Duty (refresh) [16]
- 2020 起亞（Kia） Forte GT-Line [17]
- 2020 起亞（Kia） Sportage(refresh) [18]
- 2019 凌志LC 500 Inspiration Series [19]
- 2019 凌志NX F Sport Black Line Edition [19]
- 2019 萬事得 MX-5 Miata 30周年紀念版本 [20]
- 2019 日產 Pathfinder Rock Creek版本[21]
- 2020 日產 Qashqai Rogue Sport （refresh） [22]
- 2019 Ram 1500 with multifunction tailgate [23]
- 2019 Ram 4500/5500 HD Chassis Cab [24]
- 2020 Range Rover Evoque (North American debut) [25]
- 2020 Subaru Legacy [26]
- 2020 豐田 Land Cruiser Heritage Edition [27]
- 2020 豐田RAV4 TRD Off-Road [28]
- 2020 Toyota Sequoia TRD Pro [29]
- 2020 Toyota Tacoma (refresh) [30]
- 2019 Volkswagen Jetta GLI [31]